# Sacar la basura
Sacar la basura es el decimotercer capítulo de la serie dramática The West Wing.

## Argumento
Es un viernes muy ajetreado. Leo McGarry se librará de una vista pública gracias a que congresista republicano Bruno ofrecerá un trato a Josh y Sam: sacar una reforma sobre la ley para la Educación Sexual en las escuelas, a cambio de pasar página. El congresista criticará duramente al Presidente por estar rodeado de personas demasiado jóvenes. 
Por otro lado C.J. y Mandy se reúnen con los padres del homosexual asesinado. Quieren que asistan a la firma de una ley para aumentar la seguridad de los homosexuales, pero deciden rechazar la idea al ver como el padre opina que el gobierno es demasiado débil para incrementar dicho apoyo. 
Tobey tiene un gran día en el que consigue la aprobación de una ley por el congreso, mientras Donna se vuelve a quejar por los míseros salarios del equipo de la Casa Blanca. Finalmente, se resuelve el misterio sobre cómo llegó el informe confidencial de la Clínica de Rehabilitación al Congresista Peter Lilliamfield.
Una ayudante del Vicepresidente se lo entregó al Congresista. En principio es despedida, pero tras una conversación con Leo, este decide readmitirla.

## Curiosidades
- El Título del capítulo se refiere a la costumbre dentro de la Casa Blanca de aportar historias más o menos jugosas a la prensa para desviar la atención de otros asuntos delicados (como la adicción de Leo).

## Enlaces
- Ficha en FormulaTv
- Enlace al Imdb
- Guía del Episodio (en inglés)

- Datos: Q7677917